# Convoluta
Genre
Synonymes
Bohmigia Sabussow, 1899
Convoluta est un genre d'acœles de la famille des Convolutidae.

## Espèces
- Convoluta aegyptica Antonius 1968
- Convoluta albomaculata (Pereyaslawzewa, 1892)
- Convoluta bohmigi (Brauner, 1920)
- Convoluta borealis Sabussow 1900
- Convoluta boyeri Bush 1984
- Convoluta confusa Graff 1904
- Convoluta convoluta (Abildgaard, 1806)
- Convoluta elegans Pereyaslawzewa 1892
- Convoluta enelitta Antonius 1968
- Convoluta furugelmi Mamkaev, 1971
- Convoluta henseni Böhmig, 1895
- Convoluta hipparchia Pereyaslawzewa 1892
- Convoluta kikaiensis Yamasu 1982
- Convoluta lacazii Graff 1891
- Convoluta lacrimosa Achatz, Hooge & Tyler, 2007
- Convoluta marginalis Ivanov 1952
- Convoluta naviculae Yamasu 1982
- Convoluta niphoni Achatz, 2008
- Convoluta pelagica Lohner & Micoletzky 1911
- Convoluta philippinensis Bush 1984
- Convoluta pygopora Antonius 1968
- Convoluta schmidti Czerniavsky, 1881
- Convoluta schuelii Achatz, 2008
- Convoluta sordida Graff 1882
- Convoluta sutcliffei Hanson, 1961
- Convoluta variabilis (Pereyaslawzewa, 1892)